# Президент на Узбекистан
Президентът на Узбекистан е държавен глава на страната. Той се избира на всеки пет години, като има право и на едно преизбиране. Избира се директно от гражданите на Узбекистан, навършили 18 години.

## Списък на президентите на Узбекистан
| #  | Име                      | Мандат      | Политическа партия                         |
| -- | ------------------------ | ----------- | ------------------------------------------ |
| 1. | Ислам Каримов            | 1990 – 2016 | КПСС / НДПУ / Либералдемократическа партия |
| -  | Нигматила Юлдашев (и.д.) | 2016 – 2016 | ДПНВ                                       |
| 2. | Шавкат Мирзийоев         | 2016 –      | ДПНВ / Либералдемократическа партия        |